# Шанчы
Шанчы (тув. Шанчы) — село в Чаа-Хольского кожууне Республики Тыва. Административный центр и единственный населённый пункт сумона Шанчы. Население 380 человек (2007), 341 (2014).

## География
К селу административно относятся местечки (населённые пункты без статуса поселения): м. Арга-Чарык, м. Белдир-Даг, м. Биче-Хаа-Хаан, м. Даштыг-Тей, м. Идик-Аскан, м. Идик-Хончу, м. Изиг-Кара, м. Канмыылдыг, м. Кара-Хову, м. Кок-Тей, м. Кужурлуг-Буък, м. Мээс-Чарык, м. Сарыг-Булун, м. Суг-Бажы, м. Суглуг-Адыр, м. Суглуг-Ой, м. Танмалык, м. Улуг-Одек, м. Улуг-Хаа-Хаан, м. Хемчик-кыдыы, м. Чаъс-Суу, м. Чинге-Хову, м. Шанчы-Аксы, м. Шунмек, м. Ыртаакы
Уличная сеть
ул. Даваа-Самбуу Сат, ул. Калбак Ховалыг, ул. Сотпа Довут-оол, ул. Тулуш Шактаржап, ул. Чанчынмаа Тюлюш.
Географическое положение
Расстояние до:
районного центра Чаа-Холь: 28 км.
столицы республики Кызыл: 171 км.
Ближайшие населенные пункты
Булун-Терек 25 км, Ийме 25 км, Чаа-Холь 27 км, Ак-Дуруг 28 км
климат
Сумон, как и весь Чаа-Хольский кожуун, приравнен к районам Крайнего Севера.

## Население
| 2002 | 2010 | 2011 | 2012 | 2013 | 2014 | 2015 |
| ---- | ---- | ---- | ---- | ---- | ---- | ---- |
| 380  | ↘303 | →303 | ↗316 | ↗322 | ↘313 | ↗320 |
| 2016 | 2017 | 2018 | 2019 | 2020 | 2021 |      |
| →320 | ↗322 | ↘317 | ↗330 | ↗335 | ↘305 |      |

## Инфраструктура
образование
МБОУ ООШ с. Шанчы (улица Даваа-самбуу Сат, 15)
сельское хозяйство
Разведение овец и коз: СХК ИЗИГ-КАРА, СХК «ЭРТИНЕЛИГ»
культура
Мду Сельский клуб сельского поселения Сумон (улица Калбак, 5)
административная деятельность
Администрация села Шанчы
Администрация сумона Шанчы

## Транспорт
Автодорога местного значения.